# Johann Mayrhofer

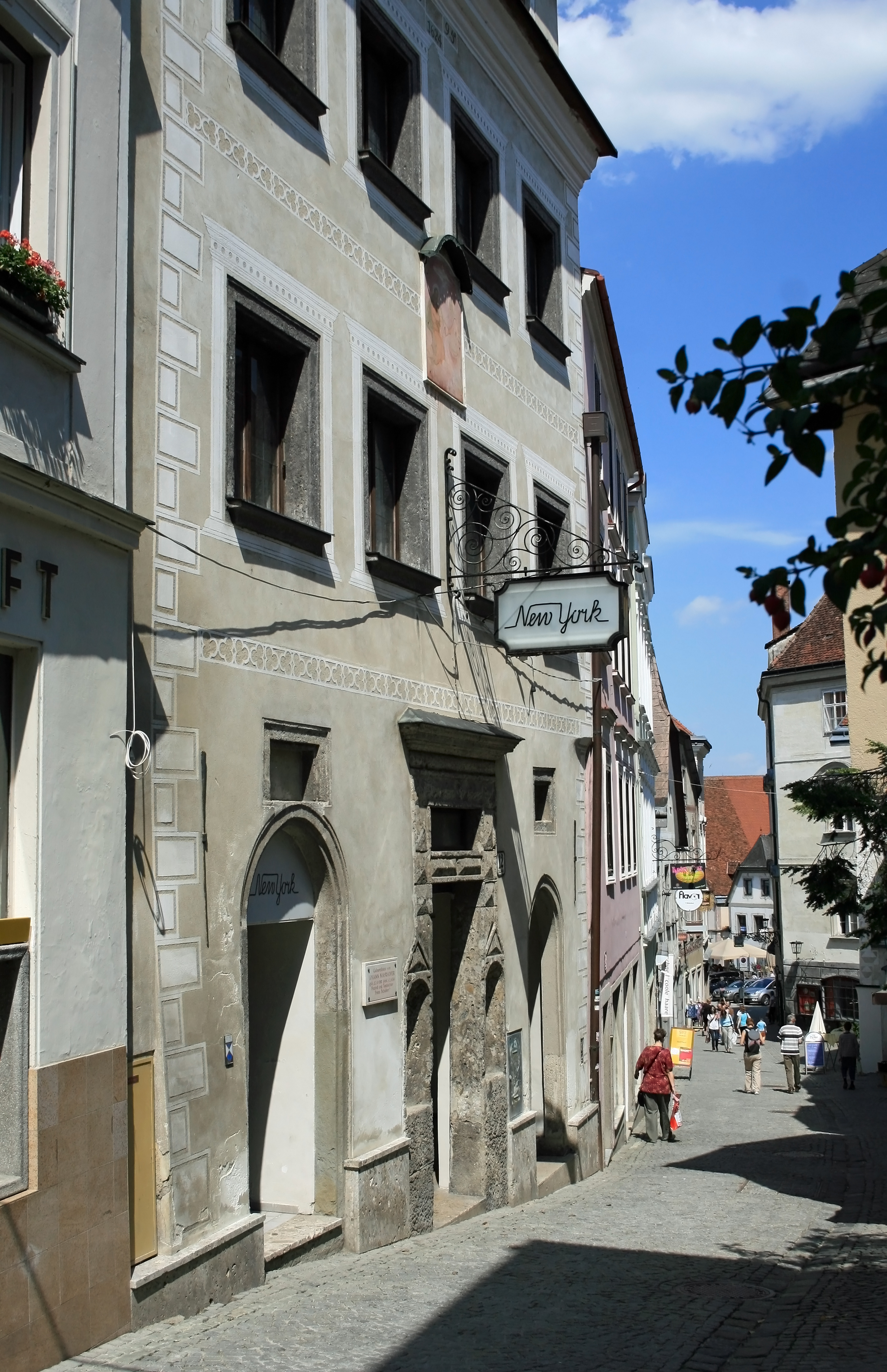
Lloc de naixement, a la Pfarrgasse (Steyr)

Johann Baptist Mayrhofer (nascut el 22 d'octubre de 1787 a Steyr, mort el 5 de febrer de 1836 a Viena) és un poeta austríac. Fou un gran amic de Franz Schubert.

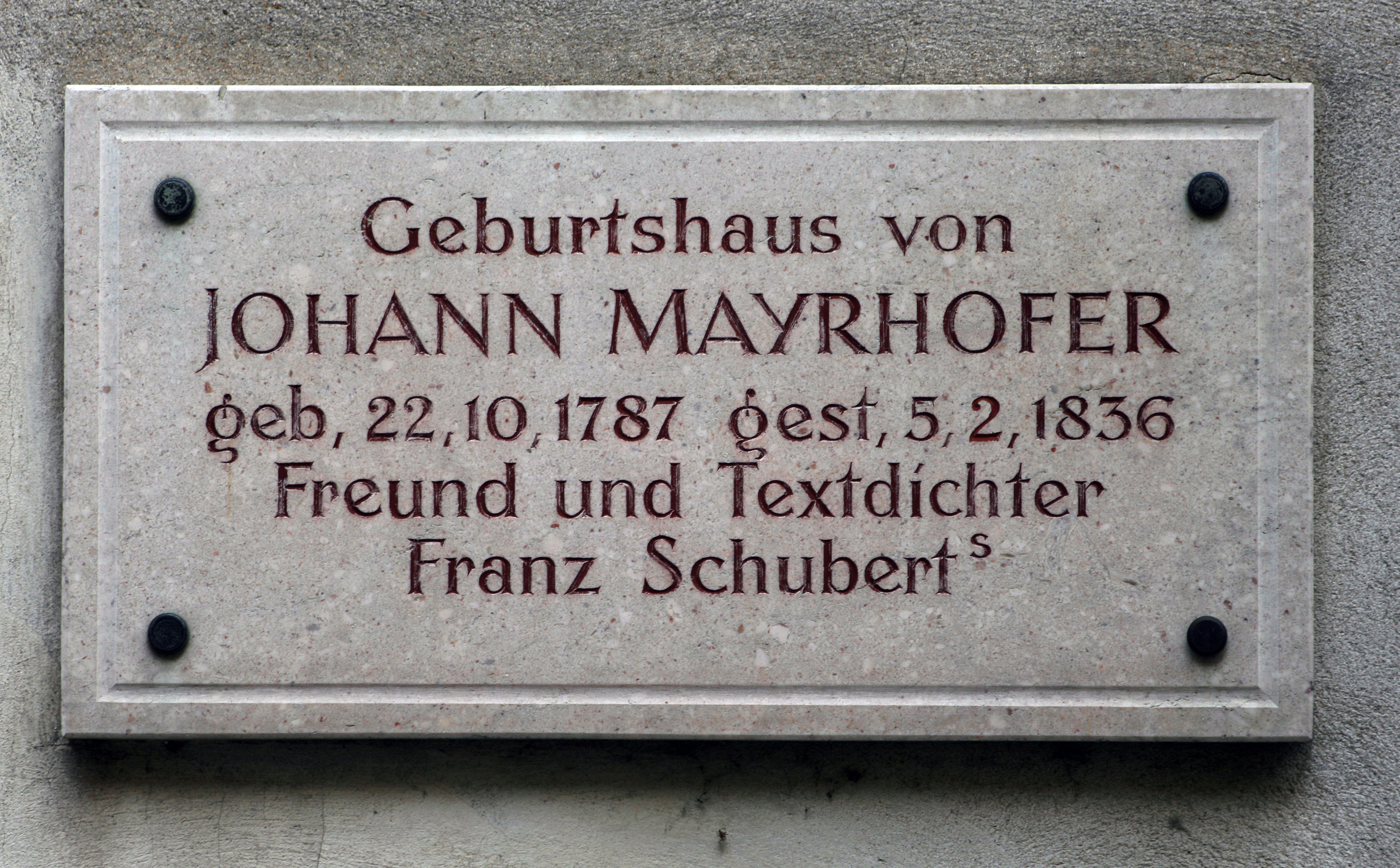
Placa commemorativa a la seva casa natal

Fill d'un fiscal, els pares el van destinar a una carrera eclesiàstic i va fer el noviciat al monestir de Sankt Florian (Alta Àustria) entre 1806 i 1810. Va interrompre després de tres anys i va anar a Viena on estudia dret i teologia. Fou amic de Theodor Körner. Va obtenir una posició com a funcionari al servei de censura del règim de Metternich, una feina poc inspirant que no li agradava gaire però va mantenir aquest guanyapà fins a la seva mort. El primer recull que va publicar no va rebre gaire atenció de la crítica. Són obres de temàtica poc diversa però força melodioses.
El 1814, per la mediació de Joseph von Spaun, coneix el compositor Franz Schubert. Amb Schubert compartiren un pis situat prop de l'antic ajuntament de Viena, des de 1818 fins a 1821. Schubert posa música a una cinquantena dels seus poemes. Col·laboraren junts en dues òperes que malauradament no van ser mai representades en vida dels seus autors: Die Freunde von Salamanca (1815) i Adrast.
El 1824 editaren un recull dels seus poemes. El 1829 Mayrhofer publica al periòdic Neues Archiv für Geschichte els seus records sobre Franz Schubert, mort l'any anterior. El 1836, durant una epidèmia de còlera a Viena, agafà una depressió i es suïcidà llençant-se per la finestra del seu despatx.

## Obra
- Gedichte (Recull de poemes).  Viena: Friedrich Volke, 1824.
- Edició per Ernst von Feuchtersleben. Gedichte, neue Sammlung aus dessen Nachlasse mit Biographie und Vorwort (Poesie, col·lecció nova des de la seva deixa, amb una biografia i un prefaci (en alemany).  Verlag von Ignaz Klang, 1843.
- Integral dels poemes musicats per Schubert Arxivat 2013-02-04 a Wayback Machine.
- Die Freunde von Salamanka.  Kassel: Bärenreiter, 2003 (Neue Schubert-Ausgabe Sèrie II/3) [Consulta: 25 maig 2019]. Arxivat 2016-08-29 a Wayback Machine.
- Adrast. A: Neue Schubert-Ausgabe, Serie II/12.